# Aqueduct – North Conduit Avenue
Aqueduct – North Conduit Avenue – stacja metra nowojorskiego, na linii A. Znajduje się w dzielnicy Queens, w Nowym Jorku i zlokalizowana jest pomiędzy stacjami Rockaway Boulevard i Howard Beach – JFK Airport. Została otwarta 28 czerwca 1956.